# Presidentvalet i USA 1964
Presidentvalet i USA 1964 hölls den 3 november 1964 över hela USA.
Valet stod mellan den sittande demokratiske presidenten Lyndon B. Johnson från Texas och den republikanske senatorn Barry Goldwater från Arizona.
Valet vanns av Johnson, med 61,1 procent av rösterna, den högsta andelen någonsin vunnen i ett amerikanskt presidentval.

## Demokraternas nomineringprocess

### Anmälda kandidater
- Daniel Brewster, senator från Maryland
- Lyndon B. Johnson, sittande president (från Texas)
- John Reynolds, guvernör från Wisconsin
- George Wallace, guvernör från Alabama

### Utfall
Johnson vann nomineringen, och utsåg senator Hubert Humphrey från Minnesota till vicepresidentkandidat.

## Republikanernas nomineringsprocess

### Anmälda kandidater
- John Byrnes, kongressledamot från Wisconsin
- Hiram Fong, senator från Hawaii
- Barry Goldwater, senator från Arizona
- Walter Judd, f.d. kongressledamot från Minnesota
- Henry Cabot Lodge, f.d. senator och 1960 års vicepresidentkandidat från Massachusetts
- Richard Nixon, f.d. vice president och 1960 års presidentkandidat från New York
- Jim Rhodes, guvernör från Ohio
- Nelson Rockefeller, guvernör och kandidat till 1960 års nominering från New York
- George Romney, guvernör från Michigan
- William Scranton, guvernör från Pennsylvania
- Margaret Chase Smith, senator från Maine
- John Steffey, delstatssenator från Maryland
- Harold Stassen, f.d guvernör och kandidat till 1944, 1948 och 1952 års nomineringar från Pennsylvania

### Republikanernas nationella partikonvent

#### Röstresultat
| Kandidat             | Antal Röster |
| -------------------- | ------------ |
| Barry Goldwater      | 883          |
| William Scranton     | 214          |
| Nelson Rockefeller   | 114          |
| George Romney        | 41           |
| Margaret Chase Smith | 27           |
| Walter Judd          | 22           |
| Hiram Fong           | 5            |
| Henry Cabot Lodge    | 2            |

#### Utfall
Goldwater vann nomineringen, och utsåg kongressledamoten tillika partiordföranden William E. Miller från New York till vicepresidentkandidat.

## Resultat i president- och vicepresidentvalet
| Presidentkandidat      | Partitillhörighet | Hemdelstat | Röster     | Röster | Elektorsröster | Medkandidat             | Hemdelstat |
| Presidentkandidat      | Partitillhörighet | Hemdelstat | Antal      | Andel  | Elektorsröster | Medkandidat             | Hemdelstat |
| ---------------------- | ----------------- | ---------- | ---------- | ------ | -------------- | ----------------------- | ---------- |
| Lyndon Baines Johnson  | Demokrat          | Texas      | 43 127 041 | 61,1 % | 486            | Hubert Horatio Humphrey | Minnesota  |
| Barry Morris Goldwater | Republikan        | Arizona    | 27 175 754 | 38,5 % | 52             | William Edward Miller   | New York   |
| Övriga                 | Övriga            | Övriga     | 346 489    | 0,5 %  | 0              |                         |            |
| Totalt                 | Totalt            | Totalt     | 70 639 284 | 100 %  | 538            |                         |            |